# Porcellidium dilatatum
Porcellidium dilatatum är en kräftdjursart som beskrevs av Gilbert Henry Hicks 1971. Porcellidium dilatatum ingår i släktet Porcellidium och familjen Porcellidiidae. Inga underarter finns listade i Catalogue of Life.